# Premio Luis Caballero
El Premio Luis Caballero es el premio de artes plásticas y visuales más importante que se entrega en Colombia. Fue creado 1996 por, el entonces existente, Instituto Distrital de Cultura y Turismo, posteriormente conocido como IDARTES. 
Recibe el nombre del reconocido pintor colombiano Luis Caballero Holguín.
En él participan artistas, colombianos y extranjeros, mayores de 35 años con una trayectoria sobresaliente, de mínimo diez años, en el campo artístico profesional. El premio busca estimular a artistas que ya cuentan con cierta madurez en su obra.
El Premio abre una convocatoria para elaborar una obra concebida específicamente para la Galería Santa Fe del Planetario de Bogotá. De esta convocatoria, un grupo de jurados pertenecientes al campo artístico, elige un número de proyectos para ser realizados y expuestos individualmente a lo largo de un periodo de más o menos un año en la Galería Santa Fe. Cada proyecto seleccionado recibe una beca de creación para la elaboración del mismo.
Al finalizar el ciclo de exposiciones el jurado escoge a la ganadora del Premio.

## Décima edición del Premio (2019)
Artistas nominados participantes:
- Gabriel Zea
- Eduar Moreno
- Elkin Calderón & Diego Piñeros
- Delcy Morelos
- María Buenaventura
- Edwin Sánchez
- María Elvira Escallón

Jurado:
- Carolina Ponce León
- Juan David Laserna
- Santiago Rueda Fajardo

## Novena edición del Premio (2018)
Artistas nominados participantes:
- Felipe Arturo
- Rodrigo Echeverri
- Lina González
- Leonardo Herrera
- Juan David Laserna
- Adriana Marmorek
- Ana Patricia Palacios
- Luis Fernando Ramírez

Jurado:
- Juan Mejía
- Natalia Gutiérrez
- Mariana Varela

Ganador:
- Juan David Laserna

## Quinta edición del Premio (2009)
Artistas nominados participantes:
- Luis Fernando Ramírez
- Catalina Mejía
- Nelson Vergara
- Mario Opazo
- Rosario López
- Fernando Pertuz

Jurado:
- María Clara Bernal. Historiadora y curadora (colombiana)
- José Roca. Crítico y curador (colombiano)
- Juan Fernando Herrán.  Artista (colombiano)

## Cuarta edición del Premio  (2007)
Artistas nominados participantes:
- Fernando Uhía. Obra: Masa Crítica (obra ganadora)
- Alberto Baraya. Obra: Expedición
- Luz Ángela Lizarazo. Obra: De tripas corazón
- Miguel Huertas. Obra: Ámbitos
- Édgar Guzmán. Obra: Circundante
- Humberto Junca. Obra: Acto Reflejo
- Beatriz Eugenia Díaz. Obra: Polaris
- Johana Calle. Obra: Laconia

Jurado:
- Antonio Caro. Artista (colombiano)
- Jorge Jaramillo. Gestor cultural (colombiano)
- Mónica Vorbeck. Historiadora del arte (ecuatoriana)